# Plaza del Trocadero

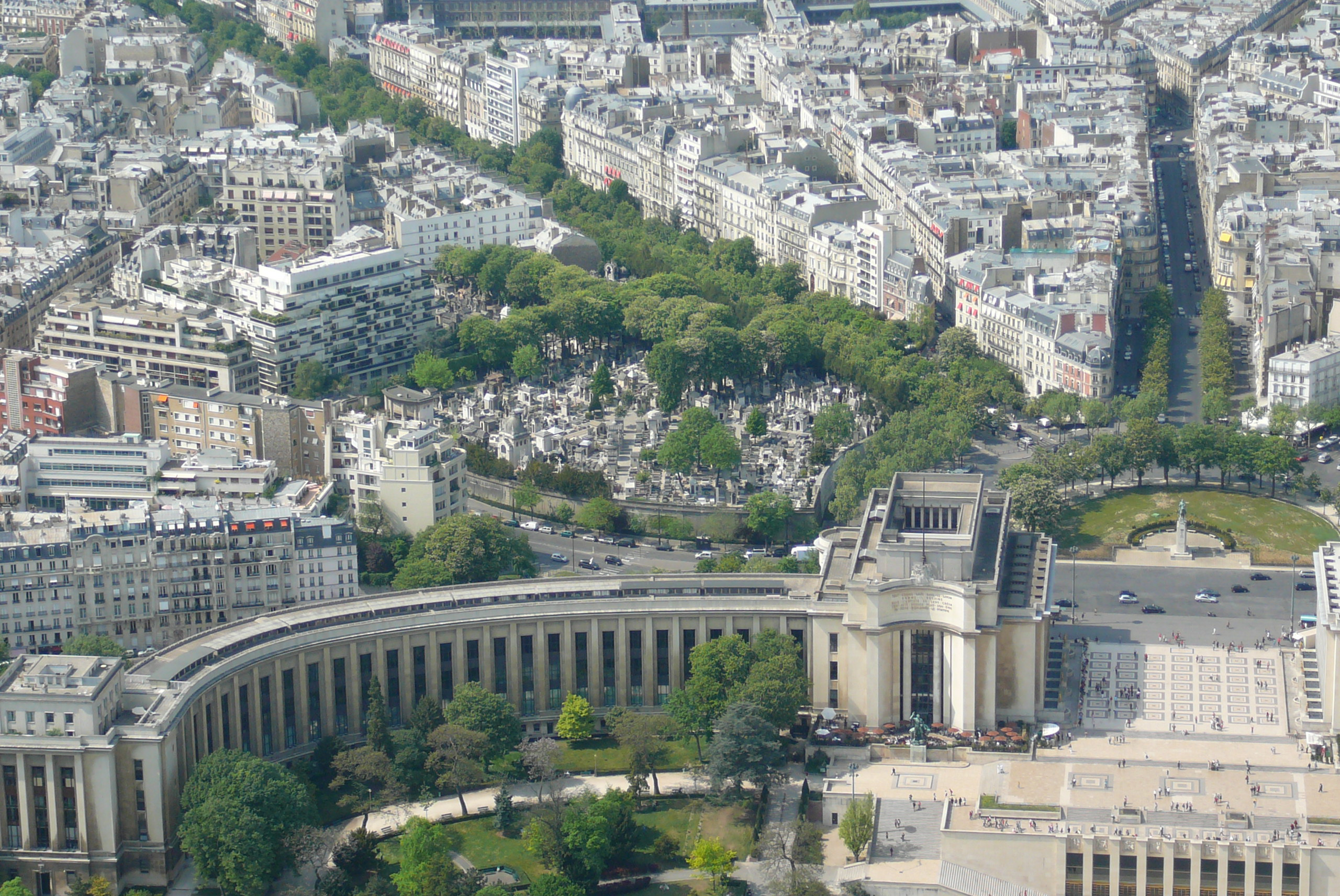
La plaza del Trocadero, con las avenidas Georges Mandel y de Eylau. A la izquierda, el cementerio de Passy, y abajo el ala oeste del palacio de Chaillot y la explanada de las Libertades y de los Derechos del Hombre.

La plaza del Trocadero y del 11 de noviembre, conocida como la plaza del Trocadero (del francés: place du Trocadéro-et-du-11-Novembre), es un espacio público abierto ubicado en el XVI distrito de París, Francia. De ella salen seis avenidas: avenida del Presidente Wilson, avenida Kléber, avenida Raymond Poincaré, avenida de Eylau, avenida Georges Mandel y avenida Paul Doumer. Linda al sureste con la explanada del Palacio de Chaillot, desde la que se divisa una famosa perspectiva de la Torre Eiffel, y al oeste con el cementerio de Passy.
Bajo la plaza se encuentra la estación de metro Trocadero, y en su centro se eleva una estatua ecuestre del mariscal Foch.
Desde 1823 el lugar –el alto de la colina de Chaillot— es conocido como «Trocadero» debido a que los soldados franceses celebraron allí su victoria en la batalla de Trocadero que tuvo lugar en la isla homónima situada en Puerto Real, municipio de la Bahía de Cádiz, a la entrada de dicha ciudad. La plaza propiamente dicha fue creada en 1869 bajo el reinado de Napoleón III como plaza del Rey de Roma (place du Roi de Rome), en homenaje al hijo de Napoleón I. Fue rebautizada definitivamente plaza del Trocadero cuando se levantó el hoy desaparecido palacio del Trocadero, en vísperas de la Exposición Universal de París de 1878, en recuerdo del éxito en esa pequeña batalla del 31 de agosto de 1823, con la que en España se puso fin al Trienio Liberal y se restauró el absolutismo con ayuda del ejército francés en la expedición de los Cien Mil Hijos de San Luis, encabezada por el duque de Angulema.